# Соколов, Михаил Константинович
Михаил Константинович Соколов (1909—1998) — советский военный инженер, генерал-майор артиллерии, конструктор и испытатель вооружений, лауреат Сталинской премии.

## Биография
Родился в 1909 году в Нижнем Новгороде.
На военной службе с 1936 года. В мае 1941 г. окончил Артиллерийскую академию им. Ф. Э. Дзержинского и был направлен в распоряжение Главного Артиллерийского Комитета (ГАК). После начала войны готовил к испытаниям «Катюшу» и участвовал в обучении боевых расчётов. Старший инженер 2-го отдела Арткома ГАУ Красной Армии. Инженер-полковник.
После войны продолжал служить в ГАУ (ГРАУ), последняя должность — председатель научно-технического комитета. Генерал-майор артиллерии.
С 1968 г. в отставке.
В 1969—1975 гг. работал на московском ипподроме, в 1975—1995 гг. по направлению Фрунзенского райкома партии был руководителем и директором маршрутов теплоходов по Волге и Оке в Московском бюро путешествий речного флота.
Лауреат Сталинской премии I степени (1946) — за создание дивизионной пушки ЗИС-3.
Награждён двумя орденами Красного Знамени (1945, 1955), «Знак Почёта» (1943), Отечественной войны I (1996) и двумя II степени (1944, 1994), двумя Красной Звезды (1945, 1950), медалями «За оборону Москвы», «За боевые заслуги», «За победу над Германией в Великой Отечественной войне 1941—1945 гг.».
Умер 9 мая 1998 г. Прах захоронен в колумбарии на Ваганьковском кладбище.